# Ptilinopus pelewensis
El tilopo de las Palau o tilopo de Palau (Ptilinopus pelewensis) es una especie de ave columbiforme de la familia Columbidae endémica de Palaos, donde es el ave nacional.